# 福岡空港 - 久留米線

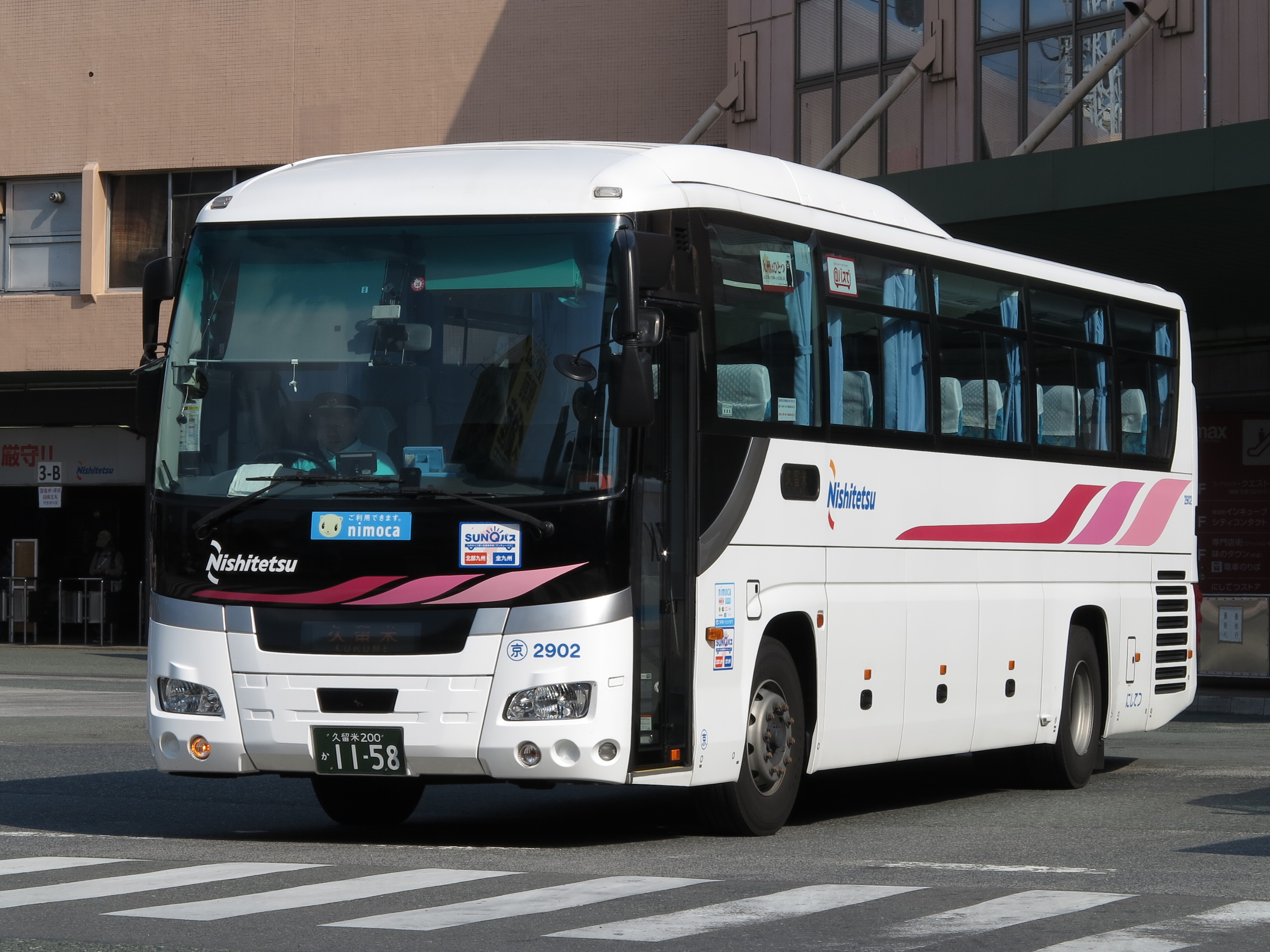
福岡空港 - 久留米線

福岡空港 - 久留米線（ふくおかくうこう - くるめせん）は、福岡空港と福岡県久留米市を結ぶ、西日本鉄道が運行する高速バス路線である。西鉄バス久留米・京町支社に管理委託されている。
座席定員制となっており、予約不要で乗車できるが、満席の場合は乗車できない。特に愛称は付いていない。

## 停留所・運行経路
クローズドドアシステムを採用しており、縄手 - 久留米インター南間のみと福岡空港内のみの利用は不可。縄手にはパークアンドライド用駐車場が設置されており、乗車前に京町営業所で受付を行えば利用できる。
かつてはひのくに号が八女営業所も担当していた頃、同路線の間合いとして西鉄久留米経由で八女営業所まで行く便が設定されていたが、元から走っていた八女方面の路線の本数が多く、空港直通便の利用者数が伸び悩んだことから廃止された。2015年3月29日のダイヤ改正より福岡空港国際線ターミナルまで行く便が設定された。2016年9月1日のダイヤ改正にて、空港内の経路が変更となったほか、久留米市内の経路も東バイパス経由から文化センター通り経由へ変更された。
以下の表に停車停留所と運行経路を示す。太字は停車停留所、▽/△は乗降どちらかのみ可、○は乗降共に可であることを示す。高速基山と九州自動車道の一部区間を除き、全て福岡県内。
| 停留所名                          | 乗降 | 道路                            |
| --------------------------------- | ---- | ------------------------------- |
| 福岡空港国際線                    | ▽    | 福岡空港 （空港内の経路は後述） |
| 福岡空港国内線                    | ▽    | 福岡空港 （空港内の経路は後述） |
| 金の隈ランプ／半道橋ランプ        |      | 福岡空港 （空港内の経路は後述） |
| 都市高速2号線                     |      |                                 |
| 太宰府インターチェンジ            |      |                                 |
| 九州自動車道                      |      |                                 |
| 高速筑紫野                        | ○    |                                 |
| 高速基山                          | ○    |                                 |
| 高速宮の陣                        | ○    |                                 |
| 久留米インターチェンジ            |      |                                 |
| 国道322号                         |      |                                 |
| 久留米インター南                  | △    |                                 |
| 高速道入口交差点                  |      |                                 |
| 千本杉                            | △    |                                 |
| 十三部                            | △    |                                 |
| 文化センター前                    | △    |                                 |
| 東町交差点                        |      |                                 |
| 国道209号・国道264号 （明治通り） |      |                                 |
| 西鉄久留米                        | △    |                                 |
| 六ツ門                            | △    |                                 |
| 本町交差点                        |      |                                 |
| 三本松通り                        |      |                                 |
| 市役所東交差点                    |      |                                 |
| 福岡県道46号 （昭和通り）         |      |                                 |
| 市役所前                          | △    |                                 |
| JR久留米駅                        | △    |                                 |
| JR久留米駅                        | △    | 福岡県道753号                   |
| 縄手（京町営業所）                | △    |                                 |

### 空港内の経路
- 久留米行き
  - 国内線 → 国際線 → 半道橋ランプより都市高速
- 福岡空港行き
  - 金の隈ランプまで都市高速 → 国内線 → 国際線
- 国内線ターミナル整備工事に伴い、2016年10月5日をもって、国内線発着の高速バスは「福岡空港国内線」バス停（旧：福岡空港第三）への停車に統一されている[1]。

### 主要停留所の発着場所
- 西鉄久留米
  - バスセンター1番のりば
- JR久留米駅
  - 乗車場所はまちなか口（駅東口）のバスロータリー5番のりば
  - 降車場所はJR久留米駅東口交差点東側の降車専用停留所
- 縄手
  - 京町営業所内の待合所

## 所要時間
- 福岡空港 - JR久留米駅間 : 約50分

## 車両
- 4列シート車（トイレなし・トランク付）、全席禁煙

かつてはひのくに号の間合いで同路線用のトイレ付車両で運行されていた時期もある。